# Räderloh
Räderloh ist ein Ortsteil der Gemeinde Steinhorst im niedersächsischen Landkreis Gifhorn im südlichen Teil der Lüneburger Heide.

## Geografie

### Lage
Räderloh liegt im nördlichen Teil der Gemeinde Steinhorst, drei Kilometer nördlich vom Kernort Steinhorst.
Östlich und südlich von Räderloh liegt das 1090 Hektar große Naturschutzgebiet Obere Lachte, Kainbach, Jafelbach.

## Geschichte
Um das Jahr 1585 war Henricus de Harlingebarge vom Bistum Verden im Amt Isenhagen unter anderem mit dem Zehnten von Ruderlo (Räderloh) beliehen.
1770 wurde in Räderloh bereits eine Schule erwähnt, 1777 fünf Vollhöfe und ein Halbhof.
1915 wurde bei Räderloh ein Barackenlager für rund 1.000 Kriegsgefangene errichtet, die Moor entwässern und zu Grünland umgestalten sollten. Von 1915 bis Januar 1919 waren Gefangene aus Belgien, Frankreich, Großbritannien, Italien und Russland interniert. Heute sind noch elf Grabstätten vorhanden, eine kleine Gedenkstätte erinnert an das ehemalige Lager.
1925 wird der Schützenverein Lüsche-Räderloh e.V. gegründet und im Nachbardorf Lüsche ein erster Schießstand errichtet. 1965 erfolgte die Auflösung der Schule, 1967 die Gründung der Brennereigenossenschaft Räderloh eG.
Am 1. März 1974 wurde Räderloh zusammen mit der östlichen Nachbargemeinde Lüsche in die Gemeinde Steinhorst eingegliedert.
Die ehemalige Gemeinde hatte eine Fläche von 15,64 km².

### Einwohnerentwicklung
| Jahr      | 1910 | 1925 | 1933 | 1939 | 2008 | 2016 |
| --------- | ---- | ---- | ---- | ---- | ---- | ---- |
| Einwohner | 90   | 111  | 96   | 105  | 123  | 114  |

## Wirtschaft und Infrastruktur

### Unternehmen
Einzige Gaststätte ist das Landhaus Räderloh, das früher Zur Linde hieß. Weitere Übernachtungsmöglichkeiten bietet die Pension Eichenhof. Beide Betriebe befinden sich seit Generationen in Familienbesitz. Die Poststelle wurde geschlossen, Einkaufsmöglichkeiten des täglichen Bedarfs sind in Räderloh nicht vorhanden.

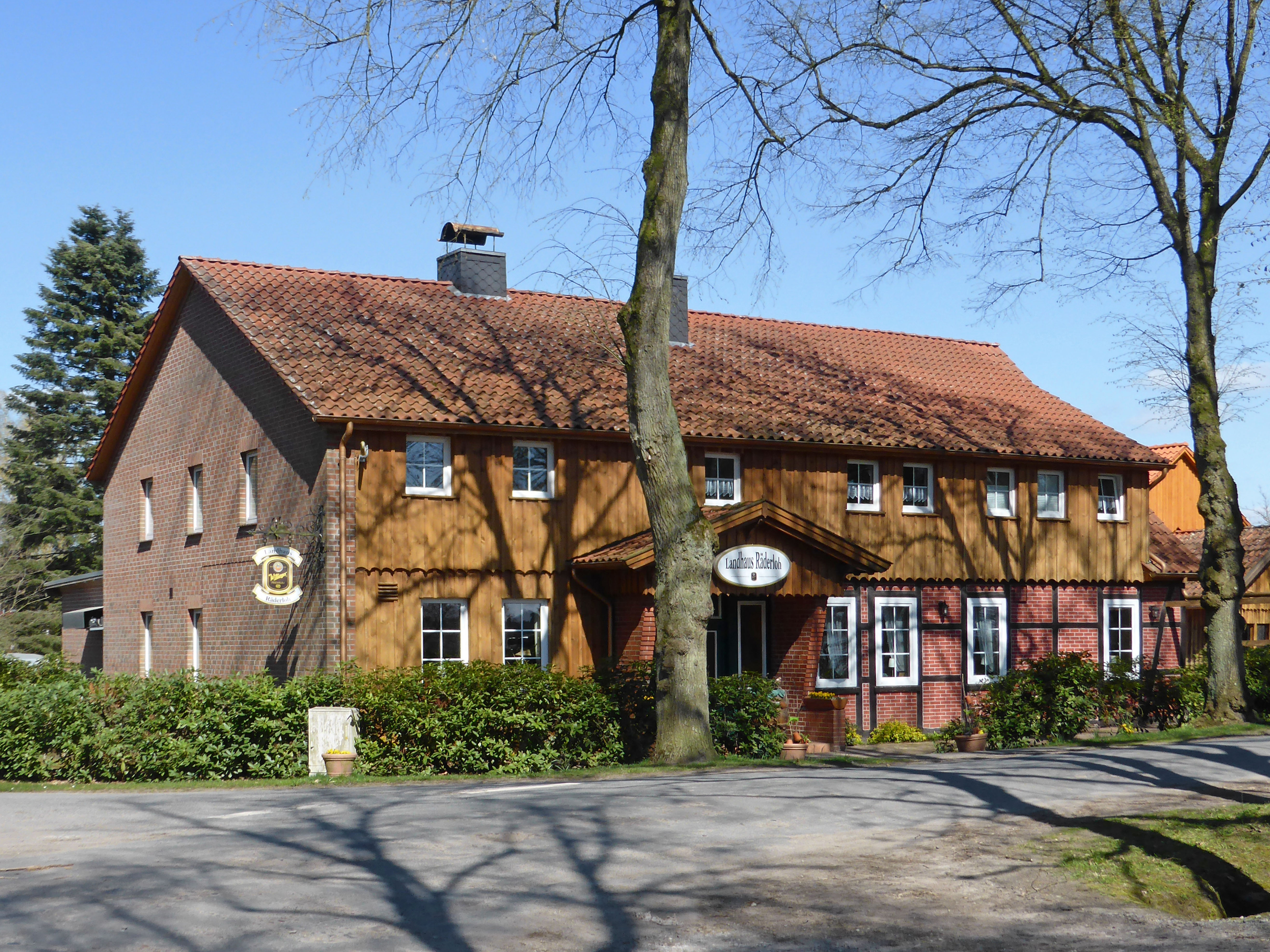
Gaststätte Landhaus Räderloh
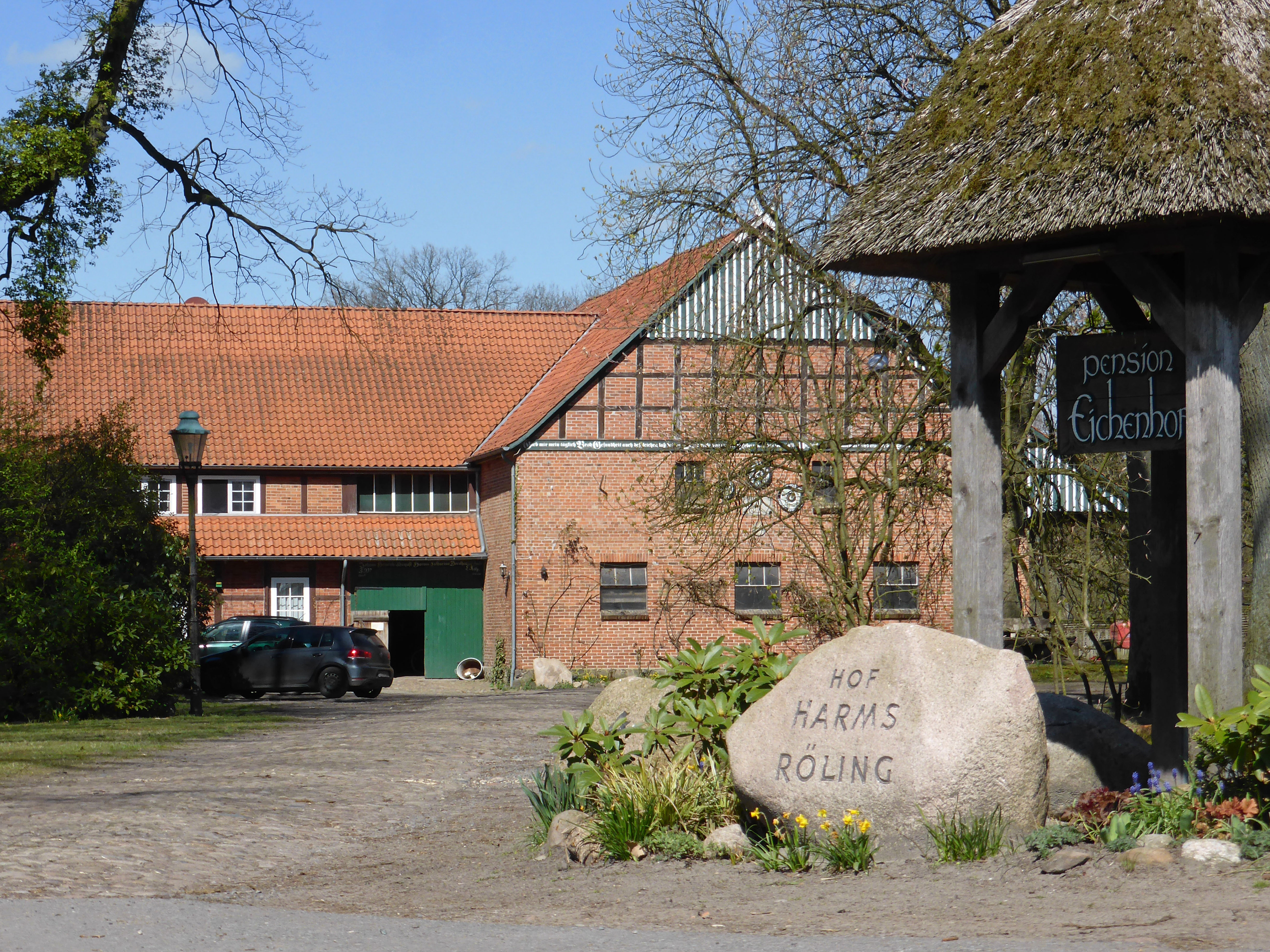
Pension Eichenhof

### Sport
In Räderloh befindet sich die Landestrainingsstätte für Gespannfahrer des Reiterverbandes Hannover-Bremen. Nördlich des Dorfes besteht eine Bademöglichkeit. Das Vereinsleben findet im Schützenverein Lüsche-Räderloh 1925 e.V. statt, das Schützenheim des Vereins befindet sich im rund zwei Kilometer entfernten Nachbardorf Lüsche.

### Straßen
Durch Räderloh verläuft die Kreisstraße K 1. Buslinien führen von Räderloh bis nach Hankensbüttel, Groß Oesingen und Steinhorst.